# Aeropuerto F. D. Roosevelt
El Aeropuerto F. D. Roosevelt (IATA: EUX, ICAO: TNCE) es un aeropuerto situado en la isla de San Eustaquio, en el Caribe de los Países Bajos. Fue inaugurado como "Aeropuerto de Golden Rock" en 1946 y cambió su nombre por el del presidente estadounidense Franklin Delano Roosevelt. Para el año 2012, el único avión comercial que sirve a la isla es el DHC- 6 Twin Otter (puede operar vuelos fletados con Britten - Norman Islander y Cessna 208), aunque la pista tiene capacidad más grande para aviones turbohélice y algunos aviones más pequeños.
El aeropuerto está construido para soportar pequeñas aeronaves. Cuenta con una pequeña terminal, que consta de un solo edificio para procesar pasajeros y equipaje, así como área de aduanas. Una torre de dos pisos esta adjunta, pero el aeropuerto no tiene torre de control. No hay pasarelas o servicios y una pequeña pista permite a los pasajeros de aviones desembarcar.